# Tour Poitou-Charentes en Nouvelle-Aquitaine 2020
Le Tour Poitou-Charentes en Nouvelle-Aquitaine 2020, la 34e édition de cette course cycliste par étapes masculine, a lieu en France du 27 au 30 août 2020. Il se déroule entre Montmoreau et Poitiers, fait partie du calendrier UCI Europe Tour 2020 en catégorie 2.1.

## Présentation

### Parcours
Cette édition est tracée sur cinq étapes en quatre jours.

### Équipes
| WorldTeams (8)- AG2R La Mondiale - Cofidis - Groupama-FDJ - Astana - Bahrain McLaren - CCC Team - Deceuninck-Quick Step - Lotto Soudal ProTeams (11)- B&B Hotels-Vital Concept p/b KTM - Arkéa-Samsic - Nippo Delko One Provence - Alpecin-Fenix - Total Direct Énergie - Bardiani CSF Faizanè - Caja Rural-Seguros RGA - Circus-Wanty Gobert - Euskaltel-Euskadi - Riwal Securitas - Uno-X Pro Cycling Team Équipes continentales (2)- Natura4Ever-Roubaix Lille Métropole - Saint Michel-Auber 93 |
| |

## Étapes
| Étape     | Date    | Villes étapes                          | type                        | Distance (km) | Vainqueur d'étape | Leader du classement général |
| --------- | ------- | -------------------------------------- | --------------------------- | ------------- | ----------------- | ---------------------------- |
| 1re étape | 27 août | Montmoreau – Royan                     | étape de plaine             | 199,9         | Arnaud Démare     | Arnaud Démare                |
| 2e étape  | 28 août | Royan – Échiré                         | étape de plaine             | 186,3         | Arnaud Démare     | Arnaud Démare                |
| 3e étape  | 29 août | Chasseneuil-du-Poitou – Jaunay-Marigny | étape de plaine             | 97,9          | Sander Armée      | Arnaud Démare                |
| 4e étape  | 29 août | Futuroscope – Jaunay-Marigny           | contre-la-montre individuel | 22,5          | Josef Černý       | Josef Černý                  |
| 5e étape  | 30 août | Thénezay – Poitiers                    | étape de plaine             | 164,6         | Arnaud Démare     | Arnaud Démare                |

## Déroulement de la course

### 1reétape
| \| Classement de l'étape \| Classement de l'étape \| Classement de l'étape \| Classement de l'étape \| Classement de l'étape \| \| Coureur \| Coureur \| Pays \| Équipe \| Temps \| \| --------------------- \| --------------------- \| --------------------- \| ----------------------------------- \| --------------------- \| \| 1er \| Arnaud Démare \| France \| Groupama-FDJ \| 4 h 59 min 58 s \| \| 2e \| Álvaro Hodeg \| Colombie \| Deceuninck-Quick Step \| + 0 s \| \| 3e \| Alexander Krieger \| Allemagne \| Alpecin-Fenix \| + 0 s \| \| 4e \| Attilio Viviani \| Italie \| Cofidis \| + 0 s \| \| 5e \| Andrea Vendrame \| Italie \| AG2R La Mondiale \| + 0 s \| \| 6e \| Tosh Van der Sande \| Belgique \| Lotto-Soudal \| + 0 s \| \| 7e \| Jordan Levasseur \| France \| Natura4Ever-Roubaix Lille Métropole \| + 0 s \| \| 8e \| Matteo Malucelli \| Italie \| Caja Rural-Seguros RGA \| + 0 s \| \| 9e \| Tom Devriendt \| Belgique \| Circus-Wanty Gobert \| + 0 s \| \| 10e \| Riccardo Minali \| Italie \| Nippo-Delko One Provence \| + 0 s \| |                    |           |                                     |                 |
| |                    |           |                                     |                 |
| Source : ProCyclingStats |                    |           |                                     |                 |
| Classement de l'étape |                    |           |                                     |                 |
| Coureur | Coureur            | Pays      | Équipe                              | Temps           |
| 1er | Arnaud Démare      | France    | Groupama-FDJ                        | 4 h 59 min 58 s |
| 2e | Álvaro Hodeg       | Colombie  | Deceuninck-Quick Step               | + 0 s           |
| 3e | Alexander Krieger  | Allemagne | Alpecin-Fenix                       | + 0 s           |
| 4e | Attilio Viviani    | Italie    | Cofidis                             | + 0 s           |
| 5e | Andrea Vendrame    | Italie    | AG2R La Mondiale                    | + 0 s           |
| 6e | Tosh Van der Sande | Belgique  | Lotto-Soudal                        | + 0 s           |
| 7e | Jordan Levasseur   | France    | Natura4Ever-Roubaix Lille Métropole | + 0 s           |
| 8e | Matteo Malucelli   | Italie    | Caja Rural-Seguros RGA              | + 0 s           |
| 9e | Tom Devriendt      | Belgique  | Circus-Wanty Gobert                 | + 0 s           |
| 10e | Riccardo Minali    | Italie    | Nippo-Delko One Provence            | + 0 s           |

| \| Classement général \| Classement général \| Classement général \| Classement général \| Classement général \| \| Coureur \| Coureur \| Pays \| Équipe \| Temps \| \| ------------------ \| ------------------ \| ------------------ \| --------------------- \| ------------------ \| \| 1er \| Arnaud Démare \| France \| Groupama-FDJ \| 4 h 59 min 48 s \| \| 2e \| Álvaro Hodeg \| Colombie \| Deceuninck-Quick Step \| + 4 s \| \| 3e \| Silvan Dillier \| Suisse \| AG2R La Mondiale \| + 5 s \| \| 4e \| Joey Rosskopf \| États-Unis \| CCC Team \| + 5 s \| \| 5e \| Alexander Krieger \| Allemagne \| Alpecin-Fenix \| + 6 s \| \| 6e \| Benjamin Thomas \| France \| Groupama-FDJ \| + 9 s \| \| 7e \| Zhandos Bizhigitov \| Kazakhstan \| Astana \| + 9 s \| \| 8e \| Attilio Viviani \| Italie \| Cofidis \| + 10 s \| \| 9e \| Andrea Vendrame \| Italie \| AG2R La Mondiale \| + 10 s \| \| 10e \| Tosh Van der Sande \| Belgique \| Lotto-Soudal \| + 10 s \| |                    |            |                       |                 |
| |                    |            |                       |                 |
| Source : ProCyclingStats |                    |            |                       |                 |
| Classement général |                    |            |                       |                 |
| Coureur | Coureur            | Pays       | Équipe                | Temps           |
| 1er | Arnaud Démare      | France     | Groupama-FDJ          | 4 h 59 min 48 s |
| 2e | Álvaro Hodeg       | Colombie   | Deceuninck-Quick Step | + 4 s           |
| 3e | Silvan Dillier     | Suisse     | AG2R La Mondiale      | + 5 s           |
| 4e | Joey Rosskopf      | États-Unis | CCC Team              | + 5 s           |
| 5e | Alexander Krieger  | Allemagne  | Alpecin-Fenix         | + 6 s           |
| 6e | Benjamin Thomas    | France     | Groupama-FDJ          | + 9 s           |
| 7e | Zhandos Bizhigitov | Kazakhstan | Astana                | + 9 s           |
| 8e | Attilio Viviani    | Italie     | Cofidis               | + 10 s          |
| 9e | Andrea Vendrame    | Italie     | AG2R La Mondiale      | + 10 s          |
| 10e | Tosh Van der Sande | Belgique   | Lotto-Soudal          | + 10 s          |

### 2eétape
| \| Classement de l'étape \| Classement de l'étape \| Classement de l'étape \| Classement de l'étape \| Classement de l'étape \| \| Coureur \| Coureur \| Pays \| Équipe \| Temps \| \| --------------------- \| --------------------- \| --------------------- \| ----------------------------------- \| --------------------- \| \| 1er \| Arnaud Démare \| France \| Groupama-FDJ \| 4 h 07 min 43 s \| \| 2e \| Iván García Cortina \| Espagne \| Bahrain McLaren \| + 0 s \| \| 3e \| Alexander Krieger \| Allemagne \| Alpecin-Fenix \| + 0 s \| \| 4e \| Luca Mozzato \| Italie \| B&B Hotels-Vital Concept p/b KTM \| + 0 s \| \| 5e \| Tosh Van der Sande \| Belgique \| Lotto-Soudal \| + 0 s \| \| 6e \| Lorrenzo Manzin \| France \| Total Direct Énergie \| + 0 s \| \| 7e \| Thomas Boudat \| France \| Arkéa-Samsic \| + 0 s \| \| 8e \| Pierre Barbier \| France \| Nippo-Delko One Provence \| + 0 s \| \| 9e \| Emiel Vermeulen \| Belgique \| Natura4Ever-Roubaix Lille Métropole \| + 0 s \| \| 10e \| Davide Martinelli \| Italie \| Astana \| + 0 s \| |                     |           |                                     |                 |
| |                     |           |                                     |                 |
| Source : ProCyclingStats |                     |           |                                     |                 |
| Classement de l'étape |                     |           |                                     |                 |
| Coureur | Coureur             | Pays      | Équipe                              | Temps           |
| 1er | Arnaud Démare       | France    | Groupama-FDJ                        | 4 h 07 min 43 s |
| 2e | Iván García Cortina | Espagne   | Bahrain McLaren                     | + 0 s           |
| 3e | Alexander Krieger   | Allemagne | Alpecin-Fenix                       | + 0 s           |
| 4e | Luca Mozzato        | Italie    | B&B Hotels-Vital Concept p/b KTM    | + 0 s           |
| 5e | Tosh Van der Sande  | Belgique  | Lotto-Soudal                        | + 0 s           |
| 6e | Lorrenzo Manzin     | France    | Total Direct Énergie                | + 0 s           |
| 7e | Thomas Boudat       | France    | Arkéa-Samsic                        | + 0 s           |
| 8e | Pierre Barbier      | France    | Nippo-Delko One Provence            | + 0 s           |
| 9e | Emiel Vermeulen     | Belgique  | Natura4Ever-Roubaix Lille Métropole | + 0 s           |
| 10e | Davide Martinelli   | Italie    | Astana                              | + 0 s           |

| \| Classement général \| Classement général \| Classement général \| Classement général \| Classement général \| \| Coureur \| Coureur \| Pays \| Équipe \| Temps \| \| ------------------ \| ------------------ \| ------------------ \| -------------------- \| ------------------ \| \| 1er \| Arnaud Démare \| France \| Groupama-FDJ \| 9 h 07 min 21 s \| \| 2e \| Alexander Krieger \| Allemagne \| Alpecin-Fenix \| + 12 s \| \| 3e \| Silvan Dillier \| Suisse \| AG2R La Mondiale \| + 15 s \| \| 4e \| Joey Rosskopf \| États-Unis \| CCC Team \| + 15 s \| \| 5e \| Laurens De Vreese \| Belgique \| Astana \| + 16 s \| \| 6e \| Benjamin Thomas \| France \| Groupama-FDJ \| + 18 s \| \| 7e \| Tosh Van der Sande \| Belgique \| Lotto-Soudal \| + 20 s \| \| 8e \| Attilio Viviani \| Italie \| Cofidis \| + 20 s \| \| 9e \| Lorrenzo Manzin \| France \| Total Direct Énergie \| + 20 s \| \| 10e \| Thomas Boudat \| France \| Arkéa-Samsic \| + 20 s \| |                    |            |                      |                 |
| |                    |            |                      |                 |
| Source : ProCyclingStats |                    |            |                      |                 |
| Classement général |                    |            |                      |                 |
| Coureur | Coureur            | Pays       | Équipe               | Temps           |
| 1er | Arnaud Démare      | France     | Groupama-FDJ         | 9 h 07 min 21 s |
| 2e | Alexander Krieger  | Allemagne  | Alpecin-Fenix        | + 12 s          |
| 3e | Silvan Dillier     | Suisse     | AG2R La Mondiale     | + 15 s          |
| 4e | Joey Rosskopf      | États-Unis | CCC Team             | + 15 s          |
| 5e | Laurens De Vreese  | Belgique   | Astana               | + 16 s          |
| 6e | Benjamin Thomas    | France     | Groupama-FDJ         | + 18 s          |
| 7e | Tosh Van der Sande | Belgique   | Lotto-Soudal         | + 20 s          |
| 8e | Attilio Viviani    | Italie     | Cofidis              | + 20 s          |
| 9e | Lorrenzo Manzin    | France     | Total Direct Énergie | + 20 s          |
| 10e | Thomas Boudat      | France     | Arkéa-Samsic         | + 20 s          |

### 3eétape
| \| Classement de l'étape \| Classement de l'étape \| Classement de l'étape \| Classement de l'étape \| Classement de l'étape \| \| Coureur \| Coureur \| Pays \| Équipe \| Temps \| \| --------------------- \| --------------------- \| --------------------- \| -------------------------------- \| --------------------- \| \| 1er \| Sander Armée \| Belgique \| Lotto-Soudal \| 2 h 11 min 13 s \| \| 2e \| Luca Mozzato \| Italie \| B&B Hotels-Vital Concept p/b KTM \| + 3 s \| \| 3e \| Álvaro Hodeg \| Colombie \| Deceuninck-Quick Step \| + 3 s \| \| 4e \| Pierre Barbier \| France \| Nippo-Delko One Provence \| + 3 s \| \| 5e \| Lorrenzo Manzin \| France \| Total Direct Énergie \| + 3 s \| \| 6e \| Jon Irisarri \| Espagne \| Caja Rural-Seguros RGA \| + 3 s \| \| 7e \| Arnaud Démare \| France \| Groupama-FDJ \| + 3 s \| \| 8e \| Alexander Krieger \| Allemagne \| Alpecin-Fenix \| + 3 s \| \| 9e \| Harm Vanhoucke \| Belgique \| Lotto-Soudal \| + 3 s \| \| 10e \| Gijs Van Hoecke \| Belgique \| CCC Team \| + 3 s \| |                   |           |                                  |                 |
| |                   |           |                                  |                 |
| Source : ProCyclingStats |                   |           |                                  |                 |
| Classement de l'étape |                   |           |                                  |                 |
| Coureur | Coureur           | Pays      | Équipe                           | Temps           |
| 1er | Sander Armée      | Belgique  | Lotto-Soudal                     | 2 h 11 min 13 s |
| 2e | Luca Mozzato      | Italie    | B&B Hotels-Vital Concept p/b KTM | + 3 s           |
| 3e | Álvaro Hodeg      | Colombie  | Deceuninck-Quick Step            | + 3 s           |
| 4e | Pierre Barbier    | France    | Nippo-Delko One Provence         | + 3 s           |
| 5e | Lorrenzo Manzin   | France    | Total Direct Énergie             | + 3 s           |
| 6e | Jon Irisarri      | Espagne   | Caja Rural-Seguros RGA           | + 3 s           |
| 7e | Arnaud Démare     | France    | Groupama-FDJ                     | + 3 s           |
| 8e | Alexander Krieger | Allemagne | Alpecin-Fenix                    | + 3 s           |
| 9e | Harm Vanhoucke    | Belgique  | Lotto-Soudal                     | + 3 s           |
| 10e | Gijs Van Hoecke   | Belgique  | CCC Team                         | + 3 s           |

| \| Classement général \| Classement général \| Classement général \| Classement général \| Classement général \| \| Coureur \| Coureur \| Pays \| Équipe \| Temps \| \| ------------------ \| ------------------ \| ------------------ \| -------------------------------- \| ------------------ \| \| 1er \| Arnaud Démare \| France \| Groupama-FDJ \| 11 h 18 min 37 s \| \| 2e \| Alexander Krieger \| Allemagne \| Alpecin-Fenix \| + 12 s \| \| 3e \| Silvan Dillier \| Suisse \| AG2R La Mondiale \| + 15 s \| \| 4e \| Joey Rosskopf \| États-Unis \| CCC Team \| + 15 s \| \| 5e \| Luca Mozzato \| Italie \| B&B Hotels-Vital Concept p/b KTM \| + 16 s \| \| 6e \| Lorrenzo Manzin \| France \| Total Direct Énergie \| + 20 s \| \| 7e \| Tosh Van der Sande \| Belgique \| Lotto-Soudal \| + 20 s \| \| 8e \| Thomas Boudat \| France \| Arkéa-Samsic \| + 20 s \| \| 9e \| Pierre Barbier \| France \| Nippo-Delko One Provence \| + 20 s \| \| 10e \| Dorian Godon \| France \| AG2R La Mondiale \| + 20 s \| |                    |            |                                  |                  |
| |                    |            |                                  |                  |
| Source : ProCyclingStats |                    |            |                                  |                  |
| Classement général |                    |            |                                  |                  |
| Coureur | Coureur            | Pays       | Équipe                           | Temps            |
| 1er | Arnaud Démare      | France     | Groupama-FDJ                     | 11 h 18 min 37 s |
| 2e | Alexander Krieger  | Allemagne  | Alpecin-Fenix                    | + 12 s           |
| 3e | Silvan Dillier     | Suisse     | AG2R La Mondiale                 | + 15 s           |
| 4e | Joey Rosskopf      | États-Unis | CCC Team                         | + 15 s           |
| 5e | Luca Mozzato       | Italie     | B&B Hotels-Vital Concept p/b KTM | + 16 s           |
| 6e | Lorrenzo Manzin    | France     | Total Direct Énergie             | + 20 s           |
| 7e | Tosh Van der Sande | Belgique   | Lotto-Soudal                     | + 20 s           |
| 8e | Thomas Boudat      | France     | Arkéa-Samsic                     | + 20 s           |
| 9e | Pierre Barbier     | France     | Nippo-Delko One Provence         | + 20 s           |
| 10e | Dorian Godon       | France     | AG2R La Mondiale                 | + 20 s           |

### 4eétape
| \| Classement de l'étape \| Classement de l'étape \| Classement de l'étape \| Classement de l'étape \| Classement de l'étape \| \| Coureur \| Coureur \| Pays \| Équipe \| Temps \| \| --------------------- \| --------------------- \| --------------------- \| --------------------- \| --------------------- \| \| 1er \| Josef Černý \| Tchéquie \| CCC Team \| 26 min 01 s \| \| 2e \| Alexis Gougeard \| France \| AG2R La Mondiale \| + 17 s \| \| 3e \| Arnaud Démare \| France \| Groupama-FDJ \| + 21 s \| \| 4e \| Joey Rosskopf \| États-Unis \| CCC Team \| + 25 s \| \| 5e \| Benjamin Thomas \| France \| Groupama-FDJ \| + 26 s \| \| 6e \| Thibault Guernalec \| France \| Arkéa-Samsic \| + 27 s \| \| 7e \| William Barta \| États-Unis \| CCC Team \| + 37 s \| \| 8e \| Elmar Reinders \| Pays-Bas \| Riwal Securitas \| + 38 s \| \| 9e \| Lasse Norman Leth \| Danemark \| Alpecin-Fenix \| + 40 s \| \| 10e \| Harry Tanfield \| Royaume-Uni \| AG2R La Mondiale \| + 40 s \| |                    |             |                  |             |
| |                    |             |                  |             |
| Source : ProCyclingStats |                    |             |                  |             |
| Classement de l'étape |                    |             |                  |             |
| Coureur | Coureur            | Pays        | Équipe           | Temps       |
| 1er | Josef Černý        | Tchéquie    | CCC Team         | 26 min 01 s |
| 2e | Alexis Gougeard    | France      | AG2R La Mondiale | + 17 s      |
| 3e | Arnaud Démare      | France      | Groupama-FDJ     | + 21 s      |
| 4e | Joey Rosskopf      | États-Unis  | CCC Team         | + 25 s      |
| 5e | Benjamin Thomas    | France      | Groupama-FDJ     | + 26 s      |
| 6e | Thibault Guernalec | France      | Arkéa-Samsic     | + 27 s      |
| 7e | William Barta      | États-Unis  | CCC Team         | + 37 s      |
| 8e | Elmar Reinders     | Pays-Bas    | Riwal Securitas  | + 38 s      |
| 9e | Lasse Norman Leth  | Danemark    | Alpecin-Fenix    | + 40 s      |
| 10e | Harry Tanfield     | Royaume-Uni | AG2R La Mondiale | + 40 s      |

| \| Classement général \| Classement général \| Classement général \| Classement général \| Classement général \| \| Coureur \| Coureur \| Pays \| Équipe \| Temps \| \| ------------------ \| ------------------ \| ------------------ \| ---------------------- \| ------------------ \| \| 1er \| Josef Černý \| Tchéquie \| CCC Team \| 11 h 44 min 58 s \| \| 2e \| Arnaud Démare \| France \| Groupama-FDJ \| + 1 s \| \| 3e \| Joey Rosskopf \| États-Unis \| CCC Team \| + 20 s \| \| 4e \| Thibault Guernalec \| France \| Arkéa-Samsic \| + 27 s \| \| 5e \| Alexis Gougeard \| France \| AG2R La Mondiale \| + 33 s \| \| 6e \| Benjamin Thomas \| France \| Groupama-FDJ \| + 33 s \| \| 7e \| Elmar Reinders \| Pays-Bas \| Riwal Securitas \| + 47 s \| \| 8e \| Julius Johansen \| Danemark \| Uno-X Pro Cycling Team \| + 51 s \| \| 9e \| Yoann Paillot \| France \| Saint Michel-Auber 93 \| + 58 s \| \| 10e \| Silvan Dillier \| Suisse \| AG2R La Mondiale \| + 1 min 00 s \| |                    |            |                        |                  |
| |                    |            |                        |                  |
| Source : ProCyclingStats |                    |            |                        |                  |
| Classement général |                    |            |                        |                  |
| Coureur | Coureur            | Pays       | Équipe                 | Temps            |
| 1er | Josef Černý        | Tchéquie   | CCC Team               | 11 h 44 min 58 s |
| 2e | Arnaud Démare      | France     | Groupama-FDJ           | + 1 s            |
| 3e | Joey Rosskopf      | États-Unis | CCC Team               | + 20 s           |
| 4e | Thibault Guernalec | France     | Arkéa-Samsic           | + 27 s           |
| 5e | Alexis Gougeard    | France     | AG2R La Mondiale       | + 33 s           |
| 6e | Benjamin Thomas    | France     | Groupama-FDJ           | + 33 s           |
| 7e | Elmar Reinders     | Pays-Bas   | Riwal Securitas        | + 47 s           |
| 8e | Julius Johansen    | Danemark   | Uno-X Pro Cycling Team | + 51 s           |
| 9e | Yoann Paillot      | France     | Saint Michel-Auber 93  | + 58 s           |
| 10e | Silvan Dillier     | Suisse     | AG2R La Mondiale       | + 1 min 00 s     |

### 5eétape
| \| Classement de l'étape \| Classement de l'étape \| Classement de l'étape \| Classement de l'étape \| Classement de l'étape \| \| Coureur \| Coureur \| Pays \| Équipe \| Temps \| \| --------------------- \| --------------------- \| --------------------- \| ------------------------ \| --------------------- \| \| 1er \| Arnaud Démare \| France \| Groupama-FDJ \| 3 h 34 min 13 s \| \| 2e \| Iván García Cortina \| Espagne \| Bahrain McLaren \| + 0 s \| \| 3e \| Alexander Krieger \| Allemagne \| Alpecin-Fenix \| + 0 s \| \| 4e \| Tosh Van der Sande \| Belgique \| Lotto-Soudal \| + 0 s \| \| 5e \| Silvan Dillier \| Suisse \| AG2R La Mondiale \| + 0 s \| \| 6e \| Riccardo Minali \| Italie \| Nippo-Delko One Provence \| + 0 s \| \| 7e \| Corné van Kessel \| Pays-Bas \| Circus-Wanty Gobert \| + 0 s \| \| 8e \| Alfdan De Decker \| Belgique \| Circus-Wanty Gobert \| + 0 s \| \| 9e \| Thomas Boudat \| France \| Arkéa-Samsic \| + 0 s \| \| 10e \| Orluis Aular \| Venezuela \| Caja Rural-Seguros RGA \| + 0 s \| |                     |           |                          |                 |
| |                     |           |                          |                 |
| Source : ProCyclingStats |                     |           |                          |                 |
| Classement de l'étape |                     |           |                          |                 |
| Coureur | Coureur             | Pays      | Équipe                   | Temps           |
| 1er | Arnaud Démare       | France    | Groupama-FDJ             | 3 h 34 min 13 s |
| 2e | Iván García Cortina | Espagne   | Bahrain McLaren          | + 0 s           |
| 3e | Alexander Krieger   | Allemagne | Alpecin-Fenix            | + 0 s           |
| 4e | Tosh Van der Sande  | Belgique  | Lotto-Soudal             | + 0 s           |
| 5e | Silvan Dillier      | Suisse    | AG2R La Mondiale         | + 0 s           |
| 6e | Riccardo Minali     | Italie    | Nippo-Delko One Provence | + 0 s           |
| 7e | Corné van Kessel    | Pays-Bas  | Circus-Wanty Gobert      | + 0 s           |
| 8e | Alfdan De Decker    | Belgique  | Circus-Wanty Gobert      | + 0 s           |
| 9e | Thomas Boudat       | France    | Arkéa-Samsic             | + 0 s           |
| 10e | Orluis Aular        | Venezuela | Caja Rural-Seguros RGA   | + 0 s           |

## Classement général final
| \| Classement général \| Classement général \| Classement général \| Classement général \| Classement général \| \| Coureur \| Coureur \| Pays \| Équipe \| Temps \| \| ------------------ \| ------------------ \| ------------------ \| ---------------------- \| ------------------ \| \| 1er \| Arnaud Démare \| France \| Groupama-FDJ \| 15 h 18 min 59 s \| \| 2e \| Josef Černý \| Tchéquie \| CCC Team \| + 12 s \| \| 3e \| Joey Rosskopf \| États-Unis \| CCC Team \| + 32 s \| \| 4e \| Thibault Guernalec \| France \| Arkéa-Samsic \| + 39 s \| \| 5e \| Alexis Gougeard \| France \| AG2R La Mondiale \| + 45 s \| \| 6e \| Benjamin Thomas \| France \| Groupama-FDJ \| + 45 s \| \| 7e \| Elmar Reinders \| Pays-Bas \| Riwal Securitas \| + 59 s \| \| 8e \| Julius Johansen \| Danemark \| Uno-X Pro Cycling Team \| + 1 min 03 s \| \| 9e \| Yoann Paillot \| France \| Saint Michel-Auber 93 \| + 1 min 10 s \| \| 10e \| Silvan Dillier \| Suisse \| AG2R La Mondiale \| + 1 min 12 s \| |                    |            |                        |                  |
| |                    |            |                        |                  |
| Source : ProCyclingStats |                    |            |                        |                  |
| Classement général |                    |            |                        |                  |
| Coureur | Coureur            | Pays       | Équipe                 | Temps            |
| 1er | Arnaud Démare      | France     | Groupama-FDJ           | 15 h 18 min 59 s |
| 2e | Josef Černý        | Tchéquie   | CCC Team               | + 12 s           |
| 3e | Joey Rosskopf      | États-Unis | CCC Team               | + 32 s           |
| 4e | Thibault Guernalec | France     | Arkéa-Samsic           | + 39 s           |
| 5e | Alexis Gougeard    | France     | AG2R La Mondiale       | + 45 s           |
| 6e | Benjamin Thomas    | France     | Groupama-FDJ           | + 45 s           |
| 7e | Elmar Reinders     | Pays-Bas   | Riwal Securitas        | + 59 s           |
| 8e | Julius Johansen    | Danemark   | Uno-X Pro Cycling Team | + 1 min 03 s     |
| 9e | Yoann Paillot      | France     | Saint Michel-Auber 93  | + 1 min 10 s     |
| 10e | Silvan Dillier     | Suisse     | AG2R La Mondiale       | + 1 min 12 s     |

## Évolution des classements
| Étape              | Vainqueur          | Classement général | Classement par points | Classement de la montagne | Classement du meilleur jeune | Classement par équipes |
| ------------------ | ------------------ | ------------------ | --------------------- | ------------------------- | ---------------------------- | ---------------------- |
| 1                  | Arnaud Démare      | Arnaud Démare      | Arnaud Démare         | Harm Vanhoucke            | Álvaro Hodeg                 | AG2R La Mondiale       |
| 2                  | Arnaud Démare      | Arnaud Démare      | Arnaud Démare         | Harm Vanhoucke            | Attilio Viviani              | Alpecin-Fenix          |
| 3A                 | Sander Armée       | Arnaud Démare      | Arnaud Démare         | Harm Vanhoucke            | Luca Mozzato                 | Lotto-Soudal           |
| 3B                 | Josef Černý        | Josef Černý        | Arnaud Démare         | Harm Vanhoucke            | Thibault Guernalec           | CCC Team               |
| 4                  | Arnaud Démare      | Arnaud Démare      | Arnaud Démare         | Harm Vanhoucke            | Thibault Guernalec           | CCC Team               |
| Classements finals | Classements finals | Arnaud Démare      | Arnaud Démare         | Harm Vanhoucke            | Thibault Guernalec           | CCC Team               |